# Songs I Wrote with Amy
Songs I Wrote with Amy là đĩa mở rộng được phát hành bởi Ed Sheeran vào ngày 4 tháng 4 năm 2010. Sau thành công của album +, Ed Sheeran cho phát hành lại năm trong số các EP trước đây của anh, trong đó có Songs I Wrote with Amy, EP đã được phát hành lần thứ hai vào ngày 9 tháng 12 năm 2011. Tất cả các bài hát được Ed Sheeran viết chung với Amy Wadge.

## Danh sách bài hát
| STT              | Nhan đề          | Thời lượng |
| ---------------- | ---------------- | ---------- |
| 1.               | "Fall"           | 2:43       |
| 2.               | "Fire Alarms"    | 2:24       |
| 3.               | "Where We Land"  | 3:03       |
| 4.               | "Cold Coffee"    | 4:14       |
| 5.               | "She"            | 4:04       |
| Tổng thời lượng: | Tổng thời lượng: | 16:28      |